# Gymnema sylvestre
Gymnema sylvestre es una especie de planta trepadora, leñosa y de hoja perenne que no es habitual en la península ibérica de manera que no tiene nombre común en español.  En sánscrito se llama gurma, Gurmarbooti o Meshashringi.  El nombre popular inglés corresponde a Periploca of the Woods.

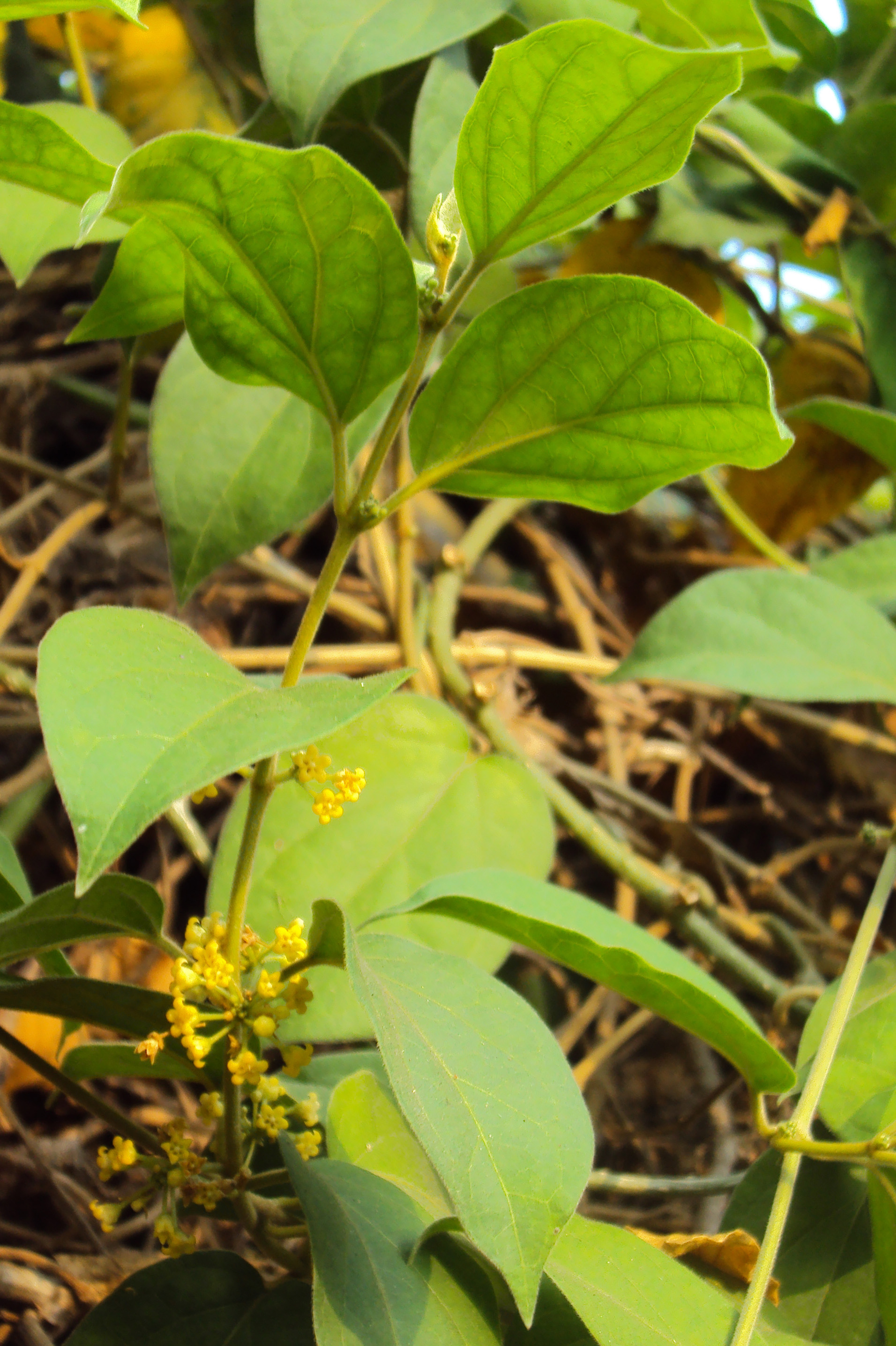
Hojas y flores

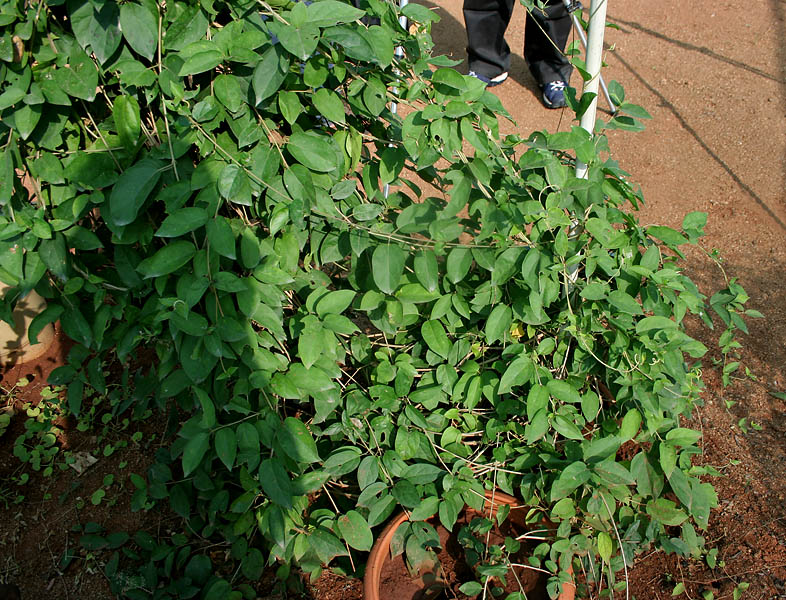
Vista de la planta

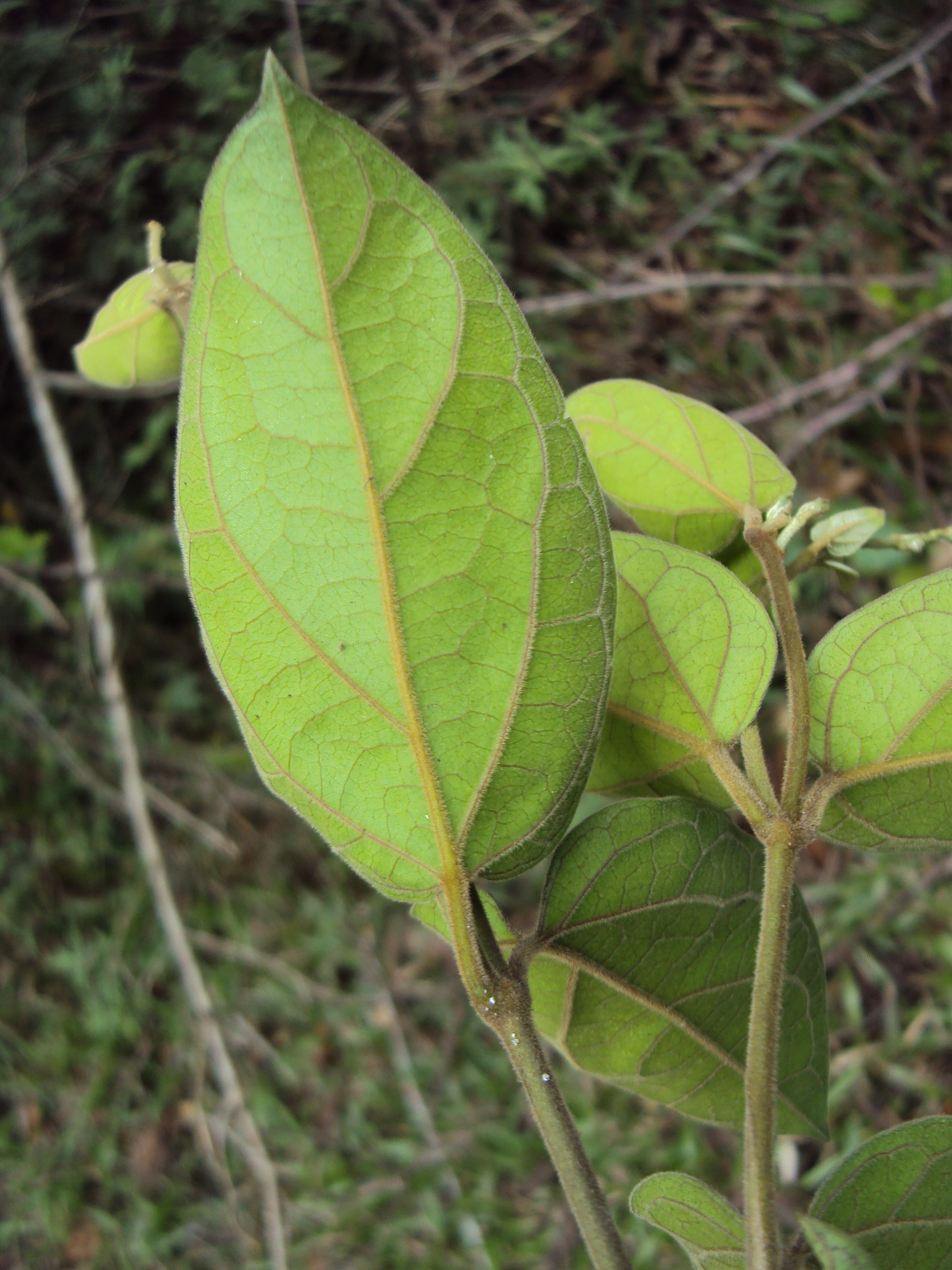
Hojas

## Distribución y hábitat
Crece preferentemente en bosques secundarios abiertos y matorrales y se encuentra en alturas de hasta los 1000-1200 metros. Se distribuye especialmente en los bosques monzónicos y, con menor frecuencia, ha llegado a algunas zonas de Oceanía y América.
Se encuentra en el continente asiático sobre todo en la India, en los bosques tropicales del centro y el sur del país, en los Ghats occidentales que es una cadena montañosa que se encuentra al oeste de la India y en el territorio de Goa. También crece en Japón, Sri Lanka, Vietnam, Taiwán y en algunas provincias de China en Fujian, Guangxi, Hainan, Yunnan y Zhejiang. De forma menos habitual se puede encontrar en el sur de África.

## Etimología
El nombre popular "gur-ma" proviene del hindi.  Significa "destructor de azúcar" debido a la curiosa propiedad de la planta de suprimir la sensación del sabor dulce.  Por otra parte, el término sánscrito "meshasringi" quiere decir "cuerno de cordero".

## Descripción
Su raíz es axonomorfa, presenta una raíz primaria persistente que da lugar a raíces secundarias más pequeñas y pueden alcanzar los ocho metros de profundidad.  Sus hojas son simples, opuestas, acuminadas, generalmente elípticas u ovales y pubescentes. Presentan una nerviación pinnada.  Miden entre 3-5 cm de largo y 0.7-3 cm de ancho.  Tienen un color verde-marrón, no tienen olor y tienen un sabor algo amargo. Presenta unos pelos cortos, finos y suaves en el cáliz de la flor. Tiene una inflorescencia en racimo.  Sus flores son hermafroditas, pequeñas, amarillas y algunas presentan tonalidades verdosas.  Se agrupan en umbelas. El perianto está formado por el cáliz y la corola.  Tiene el cáliz  5 sépalos, lóbulos largos, ovalados y pubescentes.  La corola es de color amarillo pálido, tiene una forma acampanada con valvas y una corona única con cinco escamas carnosas, tiene 5 pétalos.  El gineceo consiste en un único pistilo con dos carpelos, formando un ovario súpero.  Los estilos están fusionados pero presentan 5 estigmas diferenciados.  El androceo está compuesto por 5 estambres. El pecíolo mide entre 3-12 mm de longitud. Presenta un fruto en forma de folículo,  solitario o en pares, acuminados, tomentosos,  delgados desde la base hasta el extremo superior.  Las semillas son ovado-oblongas, blancas.

## Propiedades

### Parte utilizada (droga)
El componente activo principal es el ácido gymnémico el que se extrae de sus hojas.  Forma parte de un 7-75% de la droga.

### Composición química
El principal componente bioactivo de la Gymnema sylvestre pertenece al grupo de las saponinas y es conocido como ácido gymnémico Los componentes son:
- Heterósidos triterpénicos: Se trata de una mezcla de heterósidos saponínicos de tipo triterpènico, conocidos como ácido gymnémico; siendo sus aglicones en su mayoría una mezcla compleja de (gimnemagenina, gimnestrogenina, longispinogenina, sitakisogenina, gimnermanol y ácido oleánico).

- Ácidos orgánicos: ácido tartárico, ácido fórmico y ácido butírico

- Péptidos: gurmarina

- Fitoesteroles: estigmasterol, B-aminina y lupeal.

- Glucosa

- Alcaloides: gymnamina

- Derivados antraquinónicos: hentriacontano, pentriacontano, nonacosano y triacontano.

- Sustancias nitrogenadas: betaína, adenina, colina y trimetilamina.

- Oxalato de calcio: CaC2O4

- Minerales: calcio (Ca), sodio (Na), potasio (K), hierro (Fe), aluminio (Al), azufre (S), fósforo (P) y silicio (Si).

- Flavonoides: derivados de la d-quercetol

- Otros: resina, mucílagos, fitina, celulosa y lignina.[1]

### Usos medicinales
Se utiliza principalmente para combatir la diabetes, la hiperactividad y la hipoglicemia. También se considera hepatoprotector y tiene interés fitoterapéutico.  Además, se utiliza en casos de alergias, anemia, colesterol, indigestión y problemas gástricos.  Es una planta con moderada propiedad diurética.  La presencia de antraquinonas ejerce una actividad laxante moderada. Es activador de la circulación central y / o periférica. Por otra parte, ayuda a perder peso ya que la propiedad de hacer reducción del sabor dulce hace disminuir el apetito.  Todas las partes se utilizan para el tratamiento del reuma y de las hemorroides.  En el pasado también era utilizada para tratar las mordeduras de serpientes, los resfriados, dolor de estómago.

### Acciones farmacológicas
El ácido gymnémico es utilizado como agente antidiabético dado que produce un aumento de células beta pancreáticas lo que hace aumentar los niveles de insulina.  Es un agente antihiperglucèmico, el cual hace disminuir los niveles anormales de azúcar en la sangre. La G.  sylvestris impide la absorción de los azúcares en procesos digestivos ya que el ácido gimnèmico puede bloquear los receptores de glucosa.  Los efectos del ácido son muy rápidos y ejercen su acción inhibidora a nivel de la membrana plasmática.  El efecto bloqueador de los receptores de la glucosa se debe posiblemente al grupo acilo del ácido, el cual parece que influye en el sistema enzimático celular, sobre todo en mitocondrias.  El efecto supresor dura una hora aproximadamente.  Como resultado, la consistencia de azúcar en sangre disminuye.
Del mismo modo,  Gymnema también puede actuar sobre las papilas gustativas en la lengua. La lengua no nota el sabor dulce del caramelo al masticar a la vez  hojas de Gymnema. Tiene la extraña propiedad de anular el gusto dulce, lo que se atribuye a la presencia de ácido gimnèmico.  Esta supresión no se produce sólo con el azúcar, sino también con el glicerol y los edulcorantes.
El azúcar en sangre es controlado por la insulina, la cual es producida por las células beta-pancreáticas.  Normalmente, en los adultos diabéticos estas células se han deteriorado y el papel de la Gymnema es ayudar a regenerarlas. Por ello, el equilibrio de azúcar en sangre y ácido gimnèmico son eficaces para los diabéticos, tanto dependientes como adultos.
Aparte de su propiedad hipoglucémica, también es astringente, estomacal y tónica.

### Toxicidad
Si se utilizan las cantidades indicadas, es decir, no superar los 400mg al día suele ser segura, bien tolerada y no produce efectos secundarios.  Durante el embarazo y el período de lactancia no se ha determinado si pueden producirse o no efectos secundarios.  Aun así, se recomienda consultar a un facultativo médico antes de administrar extracto de Gymnema a niños y ancianos diabéticos. Contraindicada en el caso de utilizarse conjuntamente con drogas hipoglucèmicas orales.  Hay que tener cuidado a la hora de tomar gimnema junto con glipizide, glyburide e insulina.

### Otros usos
Tiene un extracto alcohólico en las hojas secas que muestra actividad antibacteriana contra Bacillus pumilis, Bacillus subtilis, Pseudomonas aeruginosa  y Staphylococcus aureus.

## Historia
Es muy conocida en la medicina popular hindú por sus múltiples aplicaciones médicas: lo utilizan para tratar problemas estomacales, estreñimiento, dispepsia, edemas, oliguria, oftalmitis, anginas, retención de orina, o como estimulante y energizante.  También es un tratamiento clásico por el dolor de garganta y de los dolores oculares.
Sus propiedades hipoglucemiantes ya eran conocidas desde el siglo VI a. C., siendo utilizada en lo que ellos denominaban orina de miel.  Su acción principal y habitual antidiabética no fue conocida hasta mediados del siglo XIX.  Fue descrita originalmente por el botánico sueco  Anders Jahan Retzius con la denominación Periploca sylvestris Retz.

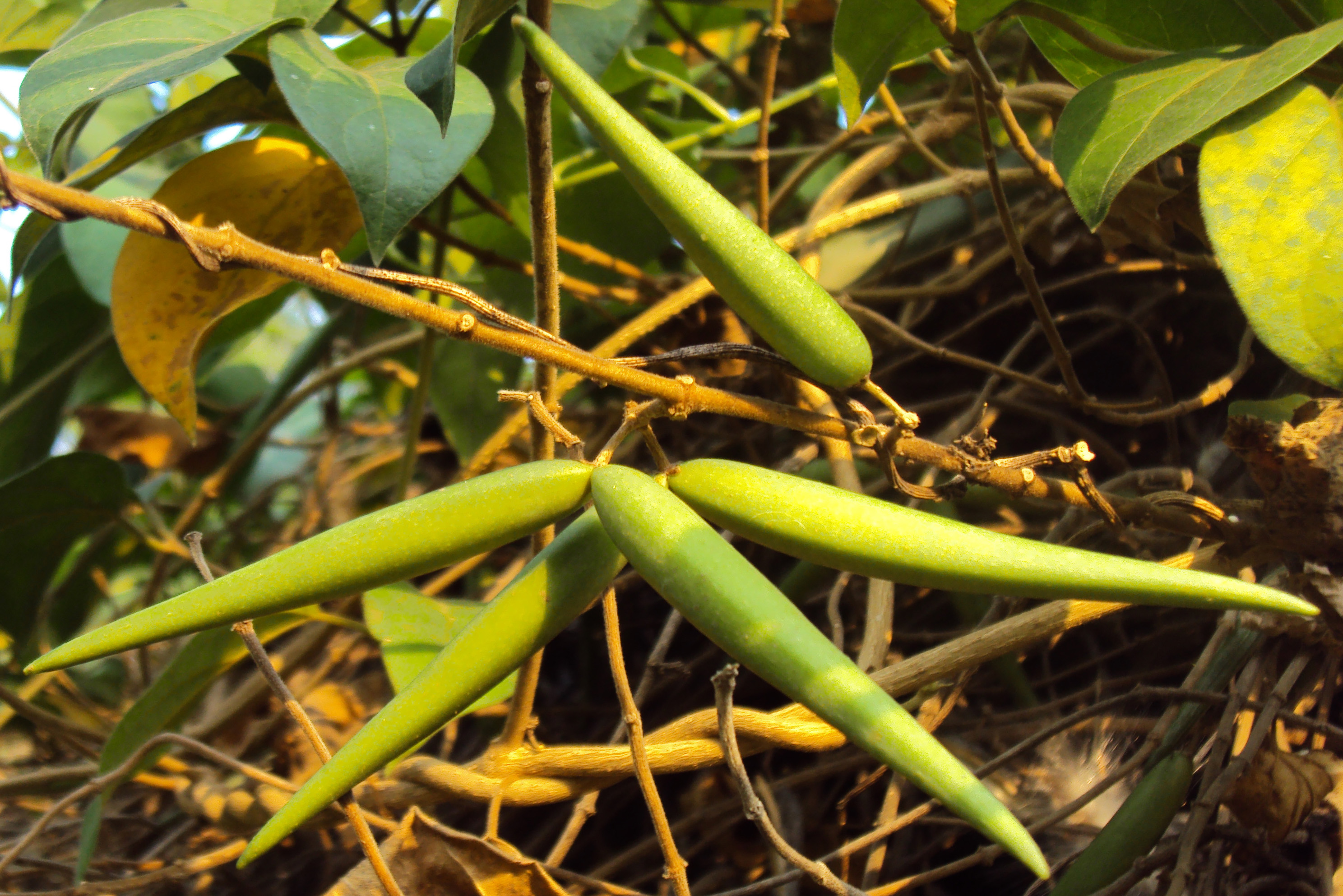
Legumbres

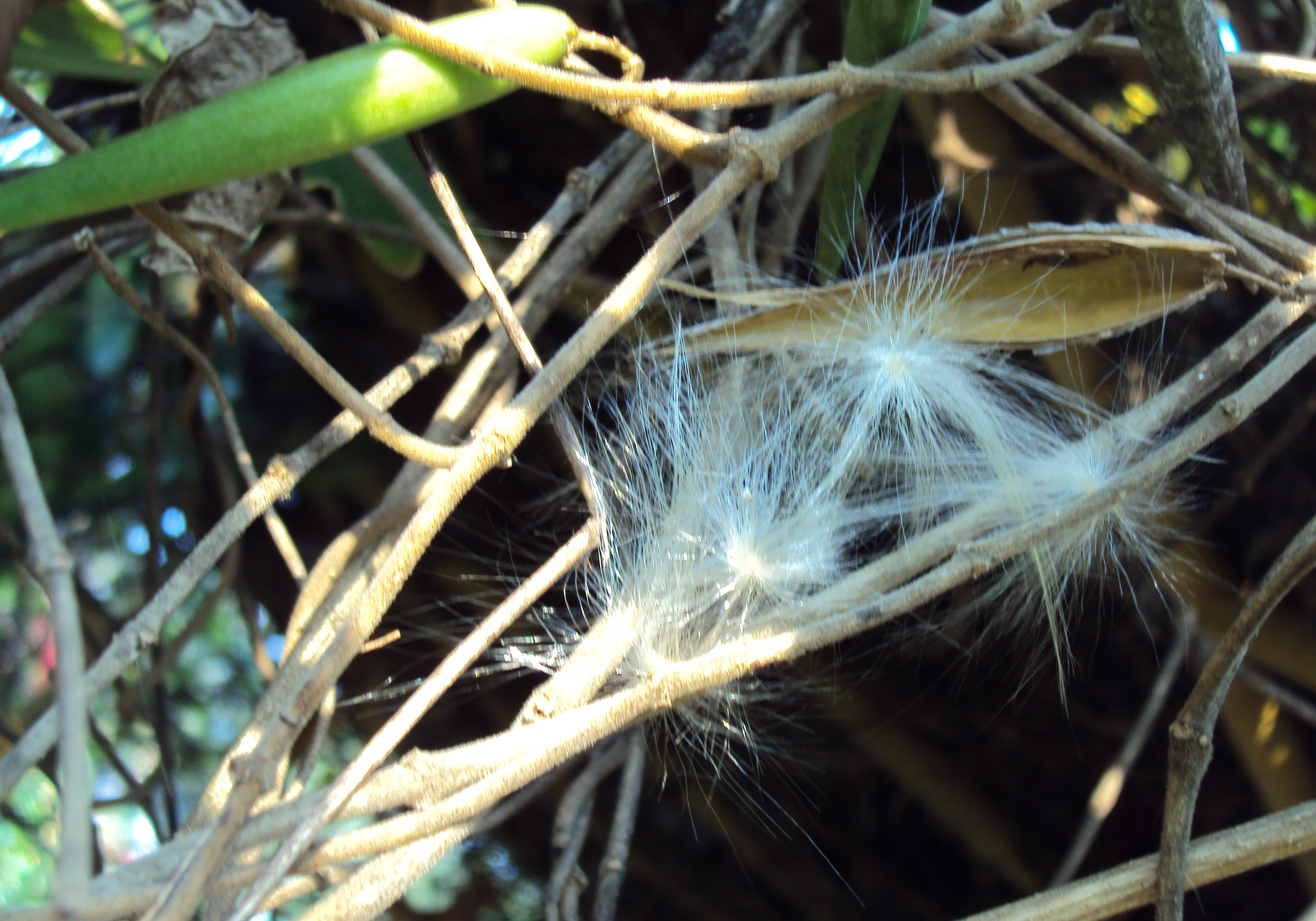
Semillas

## Taxonomía
Gymnema sylvestris fue descrita por Robert Brown y publicado en Systema Vegetabilium 6: 57. 1820.
Sinonimia
- Apocynum alterniflorum Lour.
- Cynanchum subvolubile Schumach.
- Gymnema affine Decne.
- Gymnema alterniflorum (Lour.) Merr.
- Gymnema formosanum Warb.
- Gymnema humile Decne.
- Gymnema rufescens Decne.
- Gymnema subvolubile (Schumach.) Decne.
- Marsdenia sylvestris (Retz.) P.I.Forst.
- Periploca sylvestris Retz.
- Strophanthus alterniflorus (Lour.) Spreng.[2]
- Asclepias geminata Roxb.
- Cynanchum lanceolatum Poir.
- Gymnema geminatum R.Br.
- Gymnema melicida Edgew.
- Gymnema mkenii Harv.
- Gymnema parvifolium Wall.
- Gymnema subvolubile Decne.
- Marsdenia geminata (R. Br.) P.I. Forst.
- Periploca tenuifolia Willd. ex Schult.
- Vincetoxicum lanceolatum Kuntze[3]